# Semiothisa regulata
Semiothisa regulata är en fjärilsart som beskrevs av Fabricius 1775. Semiothisa regulata ingår i släktet Semiothisa och familjen mätare. Inga underarter finns listade i Catalogue of Life.